# 匂崎公園
匂崎公園（においざきこうえん）は、京都府舞鶴市下安久にある都市公園（地区公園）である。広さは約4.1ha。匂ヶ崎（においがさき）とも。また、この地の周辺地名は「二尾」という。このためか、地元では「にょぉうがさき」「にょぉーがさき」と呼ばれている。

## 概要
西舞鶴市街地の北側約2kmの舞鶴湾に突き出た標高約56mの小高い丘の上にある公園。戦国時代には山城である匂ヶ崎城が築城されたとなっており、戦時中には旧海軍の軍用地として、1901年（明治33年）に砲台が設置された。戦後、舞鶴市に払い下げられ、公園として整備したもの。
高台に位置していることから、眺望が良く、西正面には建部山、眼下には舞鶴湾と舞鶴湾に浮かぶいかだ、2010年（平成22年）4月に供用開始した舞鶴国際埠頭が、南には舞鶴港・西舞鶴市街地が、東に見上げれば五老ヶ岳・五老スカイタワーを望むことができる。
この公園の最大の繁盛期は春で、約200本の桜が咲く場所であることから、市内保育所・幼稚園・小学校・中学校の多くから遠足の目的地となっているほか、ハイキングコースとして知られている。
なお、桜の時期には眺望が良く、かつ、周囲に障害物が少ないことから、様々なロケに利用される場所でもある。

## 所在地
- 京都府舞鶴市下安久

JR西日本 舞鶴線 西舞鶴駅から自動車・タクシーで約10分、京都交通バスで約10分で二尾バス停を下車し徒歩約5分
舞鶴若狭自動車道 舞鶴東IC から、国道27号・国道177号・京都府道565号余部下舞鶴港線で約10分

## 施設等
公園
- 入園料：無料
- 駐車場：無料（15台）
- 物見やぐら
- 東屋
- 遊具（ブランコ、シーソー、鉄棒程度）